# Cyrtopogon platycaudus
Cyrtopogon platycaudus är en tvåvingeart som beskrevs av Charles Howard Curran 1924. Cyrtopogon platycaudus ingår i släktet Cyrtopogon och familjen rovflugor.
Artens utbredningsområde är Manitoba. Inga underarter finns listade i Catalogue of Life.